# Arco de los Blanco
Arco de los Blanco là một cổng vòm của Castillo de la Villa ở Cádiz, phía nam Tây Ban Nha. Cổng vòm này được công nhận là Bien de Interés Cultural.